# Petrejoides caralae
Petrejoides caralae là một loài bọ cánh cứng trong họ Passalidae. Loài này được Cano & Schuster miêu tả khoa học năm 1995.